# Электросталь (станция)
Электроста́ль — железнодорожная станция Горьковского направления Московской железной дороги в городе Электросталь Московской области. Находится на тупиковом ответвлении Фрязево — Захарово. Входит в Московско-Курский центр организации работы железнодорожных станций ДЦС-1 Московской дирекции управления движением. По основному применению является грузовой, по объёму работы отнесена к 3 классу (ранее — 4 класса).
Время движения поезда с Курского вокзала — около 1 часа 20 минут.
Станция является промежуточной для 19 пар поездов ежедневно. На ней происходит скрещение встречных электропоездов, следующих по маршруту Москва-Курская — Захарово.
Не оборудована турникетами.
Рядом со станцией находился автовокзал города Электросталь. На данный момент автовокзал ликвидирован. Здание автовокзала передано в аренду. Маршруты автобусов теперь проходят по городу, без заезда на станцию Электросталь. Станция Электросталь осталась конечной для единственного автобусного маршрута № 38 Электросталь-Фрязево.
В состав станции входят два парка: парк Металлург с платформой Металлург и парк Электросталь с одноимённой платформой. По всей длине станции пролегают два главных пути, но в горловине в сторону Ногинска они сходятся в один главный путь, линия превращается в однопутную.
К северу от станции расположен металлургический завод «ЭЗТМ», к которому подходят подъездные пути.

## История
С началом строительства в 1916 году снаряжательного и электрометаллургического заводов в Затишье близ Богородска возникает новое поселение. В 1925 году название «Электросталь» получает железнодорожная станция, ранее называвшаяся «Пост 7 верста» (по расстоянию до станции Фрязево). В 1928 году местечко Затишье становится поселком Электросталь, преобразованным в 1938 году в город.
Однако по справочнику «Всё Подмосковье» 1967 года издания Затишье указано как прежнее название станции.